# 28 juni
28 juni är den 179:e dagen på året i den gregorianska kalendern (180:e under skottår). Det återstår 186 dagar av året.

## Namnsdagar

### I den svenska almanackan
- Nuvarande – Leo
- Föregående i bokstavsordning
  - Leo – Namnet förekom före 1901 på 11 april, men flyttades före detta år, till minne av påven Leo II, till dagens datum, där det har funnits sedan dess.
  - Leopold – Namnet infördes 1592 på 15 november och fanns där fram till 1993, då det flyttades till dagens datum. 2001 återfördes det dock till 15 november.
  - Liselott – Namnet infördes på dagens datum 1986, men utgick 1993.
  - Lola – Namnet infördes på dagens datum 1986, men utgick 1993.
- Föregående i kronologisk ordning
  - Före 1901 – Leo
  - 1901–1985 – Leo
  - 1986–1992 – Leo, Lola och Liselott
  - 1993–2000 – Leo och Leopold
  - Från 2001 – Leo
- Källor
  - Brylla, Eva (red.): Namnlängdsboken, Norstedts ordbok, Stockholm, 2000. ISBN 91-7227-204-X
  - af Klintberg, Bengt: Namnen i almanackan, Norstedts ordbok, Stockholm, 2001. ISBN 91-7227-292-9

### Finlandssvenska almanackan
- Nuvarande från 1995[1] – Leo, Leopold
- I föregående revideringar[a][2]
  - 1929–1994 – Leo

## Händelser
- 1651 – Slaget vid Berestetjko i nuvarande Ukraina mellan å ena sidan de saporogiska kosackerna och Krimkhanatet och å andra sidan det polsk-litauiska samväldet inleds och varar till den 30 juni. Trots att kosackerna och krimtatarerna tillsammans har en styrka på 140 000, ledd av kosackledaren Bogdan Chmelnytskyj och understödd av några tusen turkar, och polackerna endast är totalt 63 000 blir slaget under den polske kungen Johan II Kasimirs ledning en avgörande polsk seger. Slaget är troligen världens största fältslag under 1600-talet, men då den polske kungen gör misstaget att efteråt inte förfölja de flyende kosackerna kan de snart omgruppera sig och Chmelnytskyj-upproret fortsätter i ytterligare sex år.
- 1709 – En svensk styrka på 22 000 man (varav 17 000 man deltar i slaget) blir under kung Karl XII:s och generalerna Carl Gustaf Rehnskiölds, Adam Ludwig Lewenhaupts och Carl Gustaf Creutz ledning besegrad av en rysk här om 45 000 man (varav 41 000 deltar), ledd av tsar Peter den store och generalerna Aleksandr Mensjikov och Boris Sjeremetev, i slaget vid Poltava i nuvarande Ukraina.[b] Detta blir det största svenska militära nederlaget någonsin och början till slutet på den svenska stormaktstiden, eftersom Karl XII:s segersvit, som han har haft dittills i stora nordiska kriget, därmed bryts. Kungen lyckas med några få man fly till Osmanska riket, medan huvuddelen av den svenska armén tre dagar senare tvingas kapitulera till ryssarna, vilket leder till att tusentals svenska soldater och deras familjer för många år framåt hamnar i rysk krigsfångenskap.
- 1776 – En brittisk flotta på nio krigsfartyg angriper under amiral Peter Parker det amerikanska Fort Moultrie under det nyligen utbrutna amerikanska frihetskriget. Fortet, som ännu är ofärdigt och vid denna tid saknar namn, är uppfört i trä med stockar av palmettoträ. Det mjuka träet går dock inte sönder av det brittiska bombardemanget, utan det har till och med rapporterats att kanonkulorna studsar mot träet. Den amerikanske befälhavaren William Moultrie (som fortet efter slaget får sitt namn efter) leder under det dagslånga slaget sina 400 mannar till seger, då de starkt skadade brittiska fartygen vid dagens slut tvingas dra sig tillbaka.
- 1876 – Ställdalenmeteoritens nedslag, andra bevittnade meteoritnedslag i Sverige
- 1914 – Den österrikisk-ungerske ärkehertigen och tronföljaren Franz Ferdinand och hans hustru Sophie von Chotek blir under ett statsbesök i den bosniska huvudstaden Sarajevo mördade av den bosnienserbiske nationalisten Gavrilo Princip, genom att han skjuter dem, när de färdas med bil genom staden. Attentatet går till historien som skotten i Sarajevo och blir den utlösande faktorn till första världskriget, som utbryter en månad senare. Eftersom attentatsmannen är serb ställer den österrikisk-ungerska regeringen i ett ultimatum den 23 juli med långtgående krav på Serbien, vilka serberna vägrar gå med på. Detta blir i sin tur inledningen på den så kallade Julikrisen, då Österrike-Ungern den 28 juli förklarar krig mot Serbien och de flesta europeiska stormakterna därefter går med i kriget enligt det komplicerade allianssystem, som har byggts i Europa under de senaste decennierna.
- 1919 – På femårsdagen av skotten i Sarajevo undertecknas ett fredsavtal i Versailles utanför den franska huvudstaden Paris, vilket officiellt avslutar första världskriget (även om kriget till största delen har tagit slut genom vapenstilleståndet i Compiègneskogen den 11 november 1918). Under det halvår, som har gått mellan stilleståndet och fredsavtalets undertecknande har krigets segrarmakter fört förhandlingar, medan förlorarmakten Tyskland har bjudits in att skriva under avtalet först sedan det är klart (och alltså inte har tillåtits deltaga i förhandlingarna). Avtalets hårda villkor för Tyskland, med omfattande landförluster, stort krigsskadestånd till segrarmakterna och stark begränsning av industri och krigsmakt, leder dels till framväxten av den så kallade ”dolkstötslegenden”, dels till att Tyskland under 1920-talet drabbas av politiskt och ekonomiskt kaos, vilket i sin tur underlättar för den nazistiske diktatorn Adolf Hitlers maktövertagande under 1930-talet och därmed andra världskrigets utbrott 1939.
- 1922 – Ett halvår efter att brittiska och irländska representanter den 6 december 1921 har skrivit under det anglo-irländska avtalet (som en följd av det irländska frihetskriget 1919–1921) utbryter ett inbördeskrig på Irland mellan anhängare och motståndare till avtalet. Avtalets huvudpunkter innebär, att Irland blir en autonom dominon inom det brittiska imperiet och att det i huvudsak protestantiska Nordirland lösgörs från övriga Irland och förblir en del av Storbritannien. Anhängarna är de som accepterar denna lösning, medan motståndarna dels vill att Irland ska vara helt fritt från Storbritannien, dels att hela ön ska förbli en intakt stat. Trots att inbördeskriget varar i elva månader (till 24 maj 1923) träder avtalet i kraft och den Irländska fristaten bildas den 6 december 1922, på dagen ett år efter undertecknandet. Vid inbördeskrigets slut står emellertid anhängarsidan som segrare och fristaten existerar fram till 1937, då Irland blir en helt självständig republik.
- 1942 – Tyskarna inleder årets sommaroffensiv på östfronten under andra världskriget i trakten kring Kursk, med målet att erövra de sovjetiska oljefälten vid Kaspiska havet. Till en början lyckas tyskarna rycka fram långt, men når inte ända fram, innan man tvingas avbryta offensiven i november. Istället fastnar de vid Stalingrad, där de efter ett långt och blodigt slag tvingas kapitulera i början av 1943, varefter de förlorar initiativet på östfronten.
- 1948 – Den sovjetiska Kommunistiska Informationsbyrån, som är en kontrollinstitution, som ska samordna kommuniststyret och kommunismens utveckling inom Östblocket, låter utesluta Jugoslavien ur blocket, sedan osämja har uppstått mellan sovjetledaren Josef Stalin och den jugoslaviske diktatorn Josip Broz Tito, eftersom Tito vägrar böja sig för Stalins vilja i flera frågor. Detta leder till, att Jugoslavien blir det enda kommunistlandet i Östeuropa, som under kalla kriget inte ligger bakom järnridån eller är medlem i den 1955 upprättade Warszawapakten. Det innebär också, att Sovjetunionen inte ingriper mot kommunistiska avvikelser i Jugoslavien, på det sätt som man gör mot Ungernrevolten 1956 och Pragvåren i Tjeckoslovakien 1968.
- 1950 – Endast tre dagar efter att Nordkorea har inlett Koreakriget, genom att den 25 juni gå över gränsen till Sydkorea, blir den sydkoreanska huvudstaden Seoul intagen av nordkoreanska trupper, trots att sydkoreanerna tidigare samma dag har försökt stoppa dem genom att spränga Hanganbron över floden Han i huvudstaden. Därmed skulle kriget ha kunnat vara över med nordkoreansk seger, men då FN-styrkor under amerikansk ledning anländer i början av juli slås nordkoreanerna tillbaka och kriget fortsätter i ytterligare tre år.
- 1969 – Stonewallupproret i USA tar sin början.
- 2015 – Serbien vinner Europamästerskapet i basket för damer 2015 genom att besegra Frankrike 76-68 i Budapest.

## Födda
- 751 – Karloman I, frankisk kung av Burgund, Alemannien och södra Austrasien
- 1170 – Valdemar Sejr, kung av Danmark
- 1476 – Paulus IV, född Giovanni Pietro Caraffa, påve
- 1491 – Henrik VIII, kung av England, herre över Irland och kung av Irland
- 1503 – Giovanni della Casa, italiensk författare
- 1577 – Peter Paul Rubens, flamländsk konstnär
- 1588 – Peder Gustafsson Banér, svenskt riksråd
- 1712 – Jean-Jacques Rousseau, schweizisk-fransk författare och politisk filosof
- 1787 – Harry Smith, brittisk militär och koloniguvernör
- 1796 – Karolina Amalia av Augustenborg, Danmarks drottning 1839–1848 (gift med Kristian VIII)
- 1819 – Carlotta Grisi, italiensk ballerina
- 1824
  - Paul Broca, fransk kirurg, antropolog och neurolog, upptäckare av Brocas område
  - Adolf W. Edelsvärd, svensk arkitekt
- 1825 – Emil Erlenmeyer, tysk kemist
- 1844 – Johan Abraham Björklund, svensk tidningsman
- 1867 – Luigi Pirandello, italiensk författare, mottagare av Nobelpriset i litteratur 1934
- 1868 – John F. Nugent, amerikansk demokratisk politiker, senator för Idaho 1918–1921
- 1873 – Alexis Carrel, fransk experimentell kirurg, mottagare av Nobelpriset i fysiologi eller medicin 1912
- 1875 – Henri Lebesgue, fransk matematiker
- 1876 – Clara Maass, amerikansk sjuksköterska
- 1883 – Pierre Laval, fransk politiker, Vichyfrankrikes konseljpresident 1942–1944
- 1892 – Torsten Hillberg, svensk skådespelare
- 1902 – Richard Rodgers, amerikansk kompositör
- 1906 – Maria Goeppert-Mayer, tysk-amerikansk fysiker, mottagare av Nobelpriset i fysik 1963
- 1912 – Sergiu Celibidache, rumänsk dirigent
- 1916 – Olle Björklund, svensk skådespelare och TV-reporter
- 1917 – Bernard Wilfred Harris, brittisk-svensk filmmusikkompositör med artistnamnet Wilfred Burns
- 1926 – Mel Brooks, amerikansk komiker, skådespelare, regissör och producent
- 1927 – F. Sherwood Rowland, amerikansk kemist, mottagare av Nobelpriset i kemi 1995
- 1928
  - John Stewart Bell, irländsk fysiker
  - Hans Blix, svensk folkpartistisk politiker, diplomat och jurist, Sveriges utrikesminister 1978–1979
- 1930
  - William C. Campbell, irländsk biokemist och parasitolog, mottagare av Nobelpriset i fysiologi eller medicin 2015
  - Joachim Hansen, tysk skådespelare
- 1931
  - Hans ”Hasse” Alfredson, svensk komiker, regissör, författare och skådespelare som tillsammans med Tage Danielsson bildade duon Hasse och Tage
  - Junior Johnson, amerikansk racerförare (död 2019)
- 1932 – Pat Morita, japansk-amerikansk skådespelare
- 1935 – John Inman, brittisk skådespelare
- 1937 – Richard Bright, amerikansk skådespelare
- 1938 – Leon Panetta, amerikansk politiker, jurist och professor, USA:s försvarsminister 2011–2013
- 1940 – Muhammad Yunus, bangladeshisk bankman och ekonom, mottagare av Nobels fredspris 2006
- 1941 – Gunilla von Bahr, svensk flöjtist och musikchef
- 1942
  - Björn Isfält, svensk filmmusikkompositör och -arrangör
  - Jim Kolbe, amerikansk republikansk politiker, kongressledamot 1985–2007
- 1943
  - Klaus von Klitzing, tysk fysiker, mottagare av Nobelpriset i fysik 1985
  - Ed Pastor, amerikansk demokratisk politiker, kongressledamot 1991–2015 (död 2018)
- 1945
  - Jane Harman, amerikansk demokratisk politiker
  - Manne af Klintberg, svensk clown med artistnamnet Clownen Manne
- 1950 – Mauricio Rojas, chilensk-svensk folkpartistisk politiker och docent, riksdagsledamot 2002–2006 och åter från 2022
- 1957 – Mike Skinner, amerikansk racerförare.
- 1958 – Donna Edwards, amerikansk demokratisk politiker och medborgaraktivist
- 1960 – Lars Karlsson, svensk ishockeyspelare, VM-guld och kopia av Svenska Dagbladets guldmedalj 1987
- 1966
  - John Cusack, amerikansk skådespelare
  - Mary Stuart Masterson, amerikansk skådespelare
- 1967 – Gil Bellows, kanadensisk skådespelare
- 1971
  - Fabien Barthez, fransk fotbollsspelare
  - Benito Martinez, amerikansk skådespelare
  - Aileen Quinn, amerikansk skådespelare
  - Elon Musk, sydafrikansk-amerikansk entreprenör
- 1972 – Alessandro Nivola, amerikansk skådespelare
- 1974 – Joachim Bäckström, svensk operasångare (tenor)
- 1975 – Jon Nödtveidt, svensk musiker, sångare och gitarrist, medlem i gruppen Dissection
- 1988 – Alexandra Asimaki, grekisk vattenpolospelare
- 1989 – Mark Fischbach, amerikansk Youtuber
- 1991 – Kevin De Bruyne, belgisk fotbollsspelare
- 1992 – Elaine Thompson-Herah, jamaicansk friidrottare
- 1993 – Caroline Forsberg Thybo, dansk artist, medlem i gruppen Cool Kids
- 1999 – Markéta Vondroušová, tjeckisk tennisspelare
- 2000 – Igor Paixão, brasiliansk fotbollsspelare

## Avlidna
- 116 f.Kr. – Ptolemaios VIII Euergetes, kung av Egypten
- 683 – Leo II, påve
- 767 – Paulus I, påve
- 1540 – Federico II Gonzaga, 40, markis och hertig av Mantua
- 1650 – Jean de Rotrou, 40, fransk dramatiker
- 1791 – Carl Sparre, 67, svensk friherre, landshövding, generalmajor och politiker
- 1813 – Gerhard von Scharnhorst, 57, preussisk militär
- 1829 – Rasmus Nyerup, 70, dansk folkvisesamlare, översättare, historiker och arkeologipionjär
- 1836 – James Madison, 85, amerikansk politiker och politisk filosof, USA:s utrikesminister och president
- 1869 – Thomas R. Ross, 80, amerikansk politiker
- 1870 – Henrik Reuterdahl, 74, svensk kyrkoman, Sveriges ecklesiastikminister, biskop i Lunds stift och biskop i Uppsala ärkestift, ledamot av Svenska Akademien
- 1872 – Gaspard Théodore Mollien, 75, fransk upptäcktsresande
- 1881 – Jules Dufaure, 82, fransk politiker, Frankrikes tillförordnade president
- 1910 – Samuel D. McEnery, 73, amerikansk jurist och demokratisk politiker, guvernör i Louisiana och senator för samma delstat
- 1913 – John L. Barstow, 81, amerikansk republikansk politiker, guvernör i Vermont
- 1914
  - Franz Ferdinand, 50, kronprins och ärkehertig av Österrike-Ungern
  - Sophie von Chotek, 46, österrikisk hovdam, gemål till Franz Ferdinand
- 1921 – Charles Joseph Bonaparte, 70, amerikansk advokat och politiker, USA:s marinminister och justitieminister, grundare av FBI
- 1940 – Italo Balbo, 44, italiensk fascistledare och flygpionjär
- 1952 – Walter Welford, 84, brittisk-amerikansk politiker, guvernör i North Dakota
- 1961 – Aurore Palmgren, 81, svensk skådespelare
- 1971 – Franz Stangl, 63, tysk SS-officer, kommendant för förintelselägren Sobibór och Treblinka
- 1974 – Vannevar Bush, 84, amerikansk ingenjör och uppfinnare
- 1975
  - Coke R. Stevenson, 87, amerikansk demokratisk politiker, guvernör i Texas
  - Rod Serling, 50, amerikansk manusförfattare, programledare för The Twilight Zone
- 1985 – Elsa Larcén, 82, svensk operasångare
- 1993
  - GG Allin, 36, amerikansk punksångare
  - Gudrun Brost, 83, svensk skådespelare
- 1994 – Ulrik Neumann, 75, dansk kompositör, sångare, musiker och gitarrist
- 1996 – Albert R. Broccoli, 87, amerikansk filmproducent
- 1997 – Walter Gotell, 73, tysk-brittisk skådespelare
- 2000 – Nils Jönsson, 92, svensk skådespelare, komiker och teaterdirektör med artistnamnet Nils Poppe
- 2001
  - Joan Sims, 71, brittisk skådespelare
  - Mortimer Adler, 98, amerikansk filosof
- 2007
  - Kiichi Miyazawa, 87, japansk politiker, Japans premiärminister
  - Sven Lampell, 86, svensk flygare och militär
- 2008 – Stig Olin, 87, svensk skådespelare, regissör, sångare, radioman och låtskrivare
- 2009 – Billy Mays, 50, amerikansk TV-försäljare
- 2010 – Sigyn Sahlin, 83, svensk skådespelare, scripta och klädformgivare
- 2012 – Gunnel Broström, 90, svensk skådespelare och regissör
- 2014 – Lasse Kühler, 75, svensk dansare och skådespelare
- 2022 – Rolf Skoglund, 81, svensk skådespelare